# 薩莫斯特里利
50°36′22″N 26°55′7″E / 50.60611°N 26.91861°E
薩莫斯特里利（烏克蘭語：Самостріли），是烏克蘭西北部的村莊，隸屬里夫內州的里夫內區。該村始建於十二世紀，面積2.03平方公里，2001年人口504，人口密度每平方公里248人。